# マクシミリアン2世エマヌエル (バイエルン選帝侯)

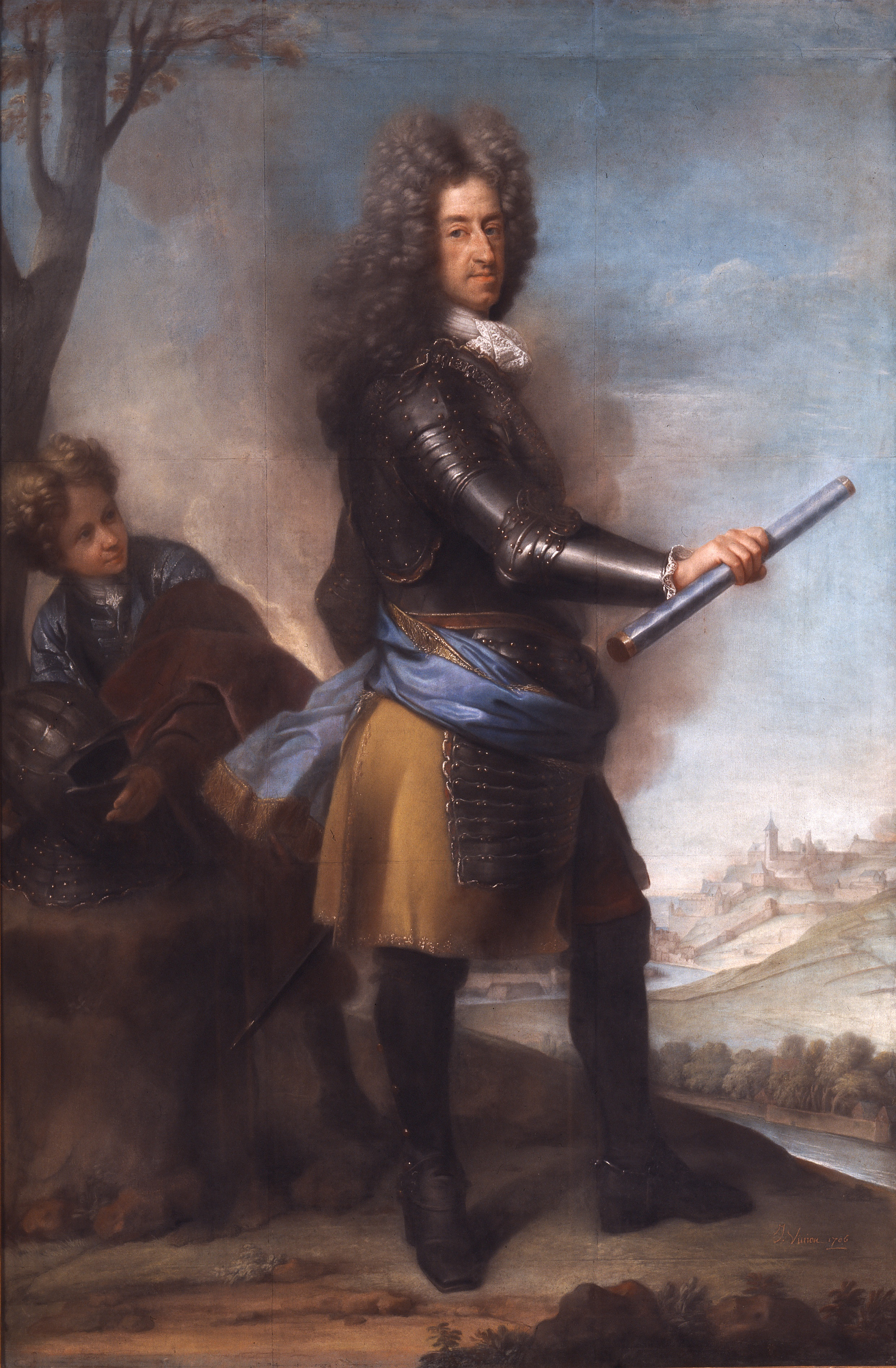
マクシミリアン2世エマヌエル

マクシミリアン2世エマヌエル（Maximilian II. Emanuel, 1662年6月11日 - 1726年2月26日）は、バイエルン選帝侯（在位：1679年 - 1726年）。選帝侯フェルディナント・マリアと、サヴォイア公ヴィットーリオ・アメデーオ1世の娘エンリエッタ・アデライデの子。

## 生涯
1679年に選帝侯位を継いだが、幼少のため叔父のマクシミリアン・フィリップ・ヒエロニムスが翌1680年まで後見人となっていた。
1683年の第二次ウィーン包囲で解放軍に加わりオスマン帝国からウィーンを解放、大トルコ戦争にも参戦して1686年にロレーヌ公シャルル5世の指揮下でブダを落とし、1687年のモハーチの戦いでオスマン帝国に勝利、翌1688年にシャルル5世に代わって指揮を執りベオグラードを包囲・陥落させた（ベオグラード包囲戦）。同年に大同盟戦争に参戦、シャルル5世と共にライン川の防衛に向かい、トルコ戦線はバーデン辺境伯ルートヴィヒ・ヴィルヘルムに交替した。大同盟戦争ではライン川流域やイタリア、フランドルを転戦、1695年にイングランド王兼オランダ総督ウィリアム3世と共にフランドルの都市ナミュールを落としている（第二次ナミュール包囲戦）。
最初の妻であるオーストリア皇女マリア・アントニアとの間の子である長男ヨーゼフ・フェルディナントは、子のないスペイン王カルロス2世の最近親の男子として王位継承者に指名され、アストゥリアス公に叙された。マクシミリアン2世はヨーゼフ・フェルディナントの誕生（1692年）と前後して、スペイン領ネーデルラントの総督に任じられた。しかし、ヨーゼフ・フェルディナントは1699年に夭折した。
スペインの新たな王位継承者の座を巡ってスペイン継承戦争が勃発すると、マクシミリアン2世はフランス王ルイ14世の孫で自身の甥に当たるアンジュー公フィリップ（フェリペ5世、ルイ王太子と姉マリー・アンヌの次男）の王位継承を支持してフランス方に就いた。1701年にネーデルラント総督職の安堵を条件としてフランス軍をネーデルラントに引き入れ、翌1702年にはフランス側として参戦、1703年にヴィラール率いるライン川のフランス軍とも合流してドナウ川流域を制圧、ウィーンを脅かした。
しかし、方針を巡ってヴィラールと衝突、1704年にヴィラールに代わって派遣されたタラール伯・マルサンと共にドナウ川に留まったが、ブレンハイムの戦いでマールバラ公ジョン・チャーチルとプリンツ・オイゲンが率いるオーストリア・イギリス連合軍に敗れ、バイエルンは敵軍に占領され、息子たちも捕虜として数年間を過ごすことになった。マクシミリアン2世はネーデルラントへ逃亡、フランスの将軍ヴィルロワ公と組んでイギリス・オランダ連合軍と戦ったが、1706年にラミイの戦いでまたもや大敗、ネーデルラントもイギリス・オランダに占領されたため逃亡、ライン川戦線の守備に回されたが、やがて姉の縁を頼ってフランスへ亡命した。
1714年にラシュタット条約で戦争が終結し、1715年になってバイエルンへ戻った。その後はニンフェンブルク宮殿の拡張とハプスブルク家の関係修復に取り組み、後妻との間の次男カール・アルブレヒトと神聖ローマ皇帝ヨーゼフ1世の遺児マリア・アマーリエ皇女を結婚させたり、墺土戦争ではオーストリア軍に兵力を供出している。一方で五男のクレメンス・アウグストを弟ヨーゼフ・クレメンス没後に後任でケルン大司教に就かせている。これらは結果として、オーストリア継承戦争において新たな火種、あるいはバイエルン方にとっての布石となった。
1726年に死去し、選帝侯位はカール・アルブレヒトが継いだ。

## 家族
1685年に神聖ローマ皇帝レオポルト1世と皇后マルガリータ・テレサの娘マリア・アントニアと結婚した。3子をもうけたがいずれも夭逝し、妃も1692年に死去した。
- レオポルト・フェルディナント（1689年）
- アントン（1690年）
- ヨーゼフ・フェルディナント（1692年 - 1699年） - アストゥリアス公（スペイン王位継承者）

1694年、ポーランド王ヤン3世ソビエスキの娘テレサ・クネグンダと再婚し、10子をもうけた。
- 子（1695年）
- マリア・アンナ・カロリーネ（1696年 - 1750年）
- カール・アルブレヒト（1697年 - 1745年） - バイエルン選帝侯、神聖ローマ皇帝、ボヘミア王
- フィリップ・モーリッツ・マリア（1698年 - 1719年） - ミュンスター、パーダーボルン司教
- フェルディナント・マリア・インノツェンツ（1699年 - 1738年） - 神聖ローマ皇帝軍将軍
- クレメンス・アウグスト（1700年 - 1761年） - ケルン大司教、ドイツ騎士団総長
- ヴィルヘルム（1701年 - 1704年）
- アロイス・ヨハン・アドルフ（1702年 - 1705年）
- ヨハン・テオドール（1703年 - 1763年） - レーゲンスブルク、フライジンク、リエージュ司教
- マクシミリアン・エマヌエル・トマス（1704年 - 1709年）

また、フランス人の愛妾アニェス・ル・ルシエとの間に認知された庶出の息子が1人いる。
- エマニュエル＝フランソワ＝ジョゼフ・ド・バヴィエール（1695年 - 1747年） - ド・バヴィエール伯爵、ヴィラセルフ侯爵。フランス軍人。